# Шафранен тукан
Шафранен тукан (Pteroglossus bailloni) е вид птица от семейство Туканови (Ramphastidae), единствен представител на род Pteroglossus. Видът е почти застрашен от изчезване.

## Разпространение и местообитание
Разпространен е в Аржентина, Бразилия и Парагвай.